# بونيفاس الأول ماركيز مونتفيرات
بونيفاس دي مونفيراتو ( (بالإيطالية: Bonifacio del Monferrato)‏ 1 يناير 1150 - 4 سبتمبر 1207 )،هو حاكم صليبي(من 1192)، قائد القوات الصليبية خلال الحملة الصليبية الرابعة ، والذي أصبح فيما بعد ملك مملكة سالونيك.